# Giambattista Benedetti
Giambattista (Gianbattista) Benedetti (Venecia, 14 de agosto de 1530 - Turín, 20 de enero de 1590) fue un matemático italiano que también estaba interesado en la física, mecánica, la construcción de relojes de sol y la teoría musical.

## Física

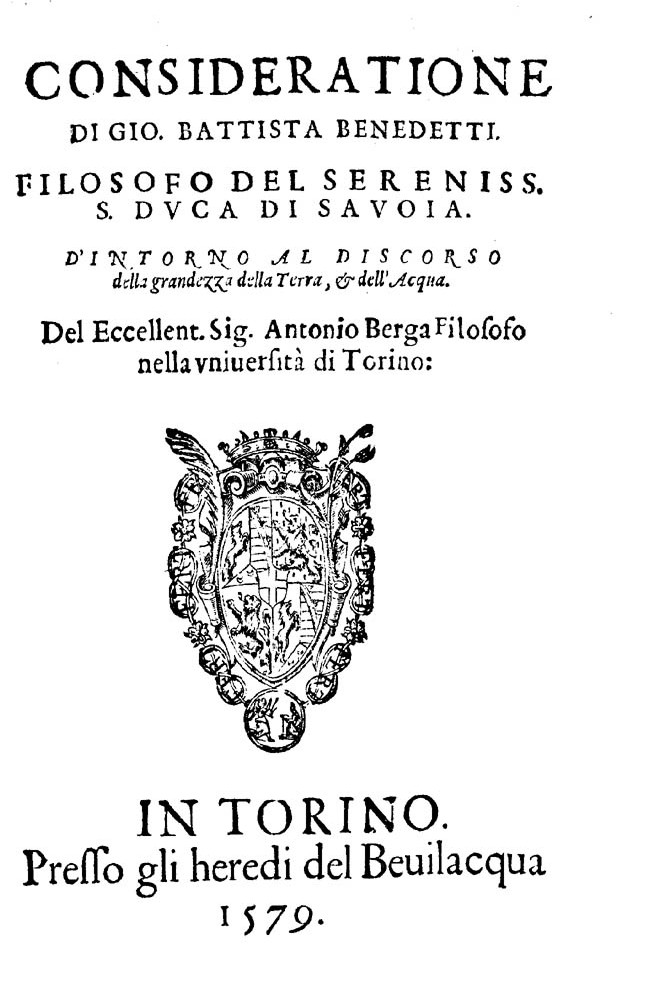
Consideratione d'intorno al discorso della grandezza della terra, e dell'acqua, 1579

En sus obras  Resolutio omnium Euclidis problematum (1553) y  Demonstratio Localium motuum demonstratio  (1554), Benedetti propuso una nueva doctrina de la velocidad de los cuerpos en caída libre. La aceptada Doctrina aristotélica en aquel momento proponía que la velocidad de un cuerpo en caída libre es directamente proporcional al peso total del cuerpo e inversamente proporcional a la densidad del medio. La opinión de Benedetti fue que la velocidad depende de la densidad relativa.

## Teoría musical
En una carta a Cipriano de Rore alrededor 1563, Benedetti propuso una nueva teoría de la causa de la consonancia, argumentando que ya que el sonido se compone de ondas de aire o vibraciones, en los intervalos más consonantes es más corto, más frecuentes ondas coinciden con las ondas más largas y más frecuentes a intervalos regulares.
Isaac Beeckman y Marin Mersenne adoptan esta teoría en el próximo siglo. En la misma carta, propuso una medida de la consonancia tomando el producto del numerador y el denominador de un intervalo racional en su mínima expresión. James Tenney también usa este método para desarrollar la medida de su "distancia armónica" (log(ab) es la distancia armónica para la relación b / una medida de un centro tonal arbitrario 1/1). 
Cuando buscaron la opinión de Descartes en la teoría de Benedetti, Descartes se negó a juzgar la bondad de consonancias por un método racional. Descartes argumentó que la oreja prefiere uno u otro según el contexto musical y no debido a cualquier vibración.